# Malacocera tricornis
Malacocera tricornis là loài thực vật có hoa thuộc họ Dền. Loài này được (Benth.) Anderson mô tả khoa học đầu tiên năm 1926.